# Halit Ergenç
Halit Ergenç (Istambul, 30 de abril de 1970) é um ator turco. É conhecido mundialmente por protagonizar o empresário milionário Onur Aksal, na telenovela turca Mil e Uma Noites.

## Biografia
Halit Ergenç nascido em 30 de abril de 1970 em Istambul, é filho do ator turco Sait Ergenç. Completou o ensino secundário em Beşiktaş Atatürk High School em 1989 e ingressou na Universidade Técnica de Istambul cursando engenharia naval. Um ano depois, abandonou o curso de engenharia e dedicou-se em tempo integral a estudar ópera na Universidade de Belas Artes Mimar Sinan. Nessa época, se sustentava trabalhando como operador de computador e comerciante, também trabalhou brevemente como backing vocal e dançarino para Ajda Pekkan e Leman Sam.
Em 1996, começou a atuar no Teatro Dormen onde teve seu primeiro papel de protagonista no musical O Rei e Eu. Ergenç estabeleceu-se na televisão com sua participação na série Kara Melek. Ele continuou a trabalhar no teatro e fez diversas peças e musicais. Após suas aparições nas séries Kose Kapmaca e Boyle mi Olacakti, ele foi para Nova York e atuou no musical The Adventures of Zack.
A partir de 2000, Halit Ergenc atuou em diversos filmes, séries, musicais e peças de teatro.
Em 2006, estrelou como Onur Aksal um empresário milionário na série de grande sucesso Mil e Uma Noites, onde ficou conhecido mundialmente, série também que Ergenç conheceu a atriz Bergüzar Korel com quem atuou como par romântico protagonista. Em 2009 os atores se casaram e hoje têm  um filho.

## Filmografia

### Como ator
| Ano  | Filme                 | Personagem            | Notas  |
| ---- | --------------------- | --------------------- | ------ |
| 1996 | Tatlı Kaçıklar        |                       |        |
| 1996 | Kara Melek            |                       |        |
| 1997 | Böyle mi Olacaktı     |                       |        |
| 1998 | Gurbetçiler           |                       |        |
| 2000 | Ölümün El Yazısı      |                       |        |
| 2000 | Hiç Yoktan Aşk        |                       |        |
| 2001 | Dedem, Gofret ve Ben  |                       |        |
| 2002 | Kumsaldaki İzler      |                       |        |
| 2002 | Zeybek Ateşi          |                       |        |
| 2002 | Azad                  |                       |        |
| 2002 | Zerda                 |                       |        |
| 2003 | Baba                  |                       |        |
| 2003 | Esir Şehrin İnsanları |                       |        |
| 2003 | Okul                  |                       |        |
| 2004 | Aliye                 |                       |        |
| 2005 | The Net 2.0           |                       |        |
| 2005 | Babam ve Oğlum        |                       |        |
| 2006 | İlk Aşk               |                       |        |
| 2006 | Mil e Uma Noites      | Onur Aksal            |        |
| 2008 | Devrim Arabaları      |                       |        |
| 2009 | Acı Aşk               |                       |        |
| 2010 | Dersimiz: Atatürk     | Mustafa Kemal Atatürk |        |
| 2010 | Misafir               |                       |        |
| 2011 | Muhteşem Yüzyıl       | Suleiman Kanuni       |        |
| 2011 | 2016                  | ‘’Vatanim Sensin"     | Cevdet |